# Tapolczai Dezső
Tapolczai Tapolczai Dezső, született Hoffmann (Tapolcafő, 1866. november 1. – Budapest, Erzsébetváros, 1925. április 26.) magyar színész, színházigazgató.

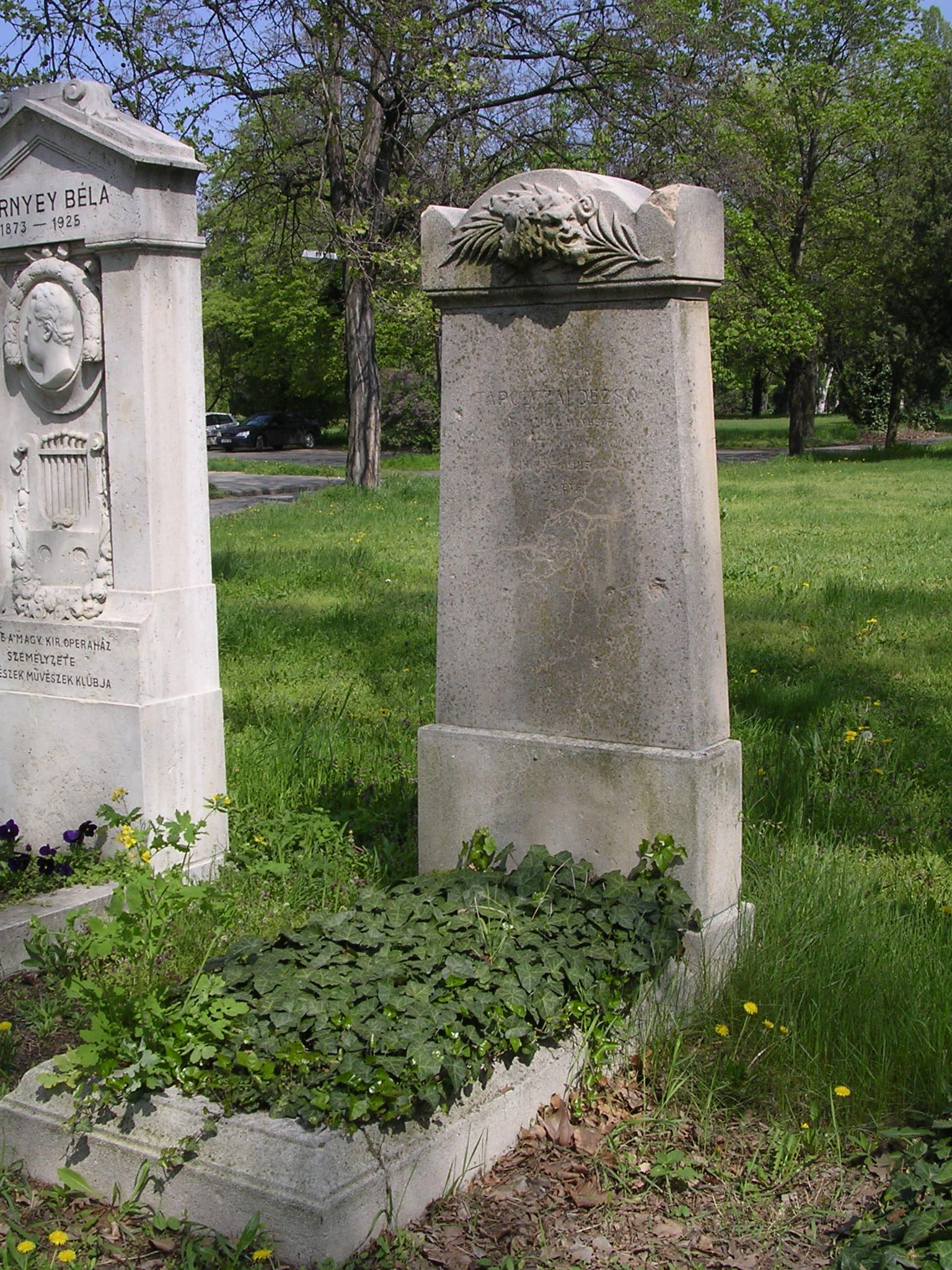
Sírja a Fiumei úti sírkertben 2005-ben (45-1-114)

## Életútja
Hoffmann Sándor pápai kereskedő és Freund Etelka fia. Gimnáziumi és kereskedelmi iskolai tanulmányai után hivatalnok lett, majd 1884-ben a színipályára lépett, mint kardalos. Első igazgatója Csóka Sándor volt, aki tehetségét felismerve, kivette a kórusból. 1886-tól 1888-ig Kövessy Albert miskolci társulatánál szerepelt, 1891-ben Aradi Gerő, 1894-ben Tiszay Dezső volt az igazgatója. Többek között Aradon, Temesvárott, Debrecenben is működött. Ez utóbbi helyről szerződtette a Vígszínház, amelynek 1896-tól, megnyitásától kezdve 21 esztendeig vezető tagja volt. A színház megnyitó előadásán Jókai Mór Barangók című darabjában ő kapta az első nyíltszíni tapsot. Neve egybeforrt a Vígszínház diadalmas fénykorával, úgyszólván minden darabban szerepet játszott.
1898. május 26-án feleségül vette Vízváry Mariskát, akitől azonban utóbb elvált. 1917-től 1921-ig a Városi Színház helyettes igazgatója volt, ahol különösen az operai előadások népszerűsítésével szerzett jelentős érdemeket. 1915. november 18-án a leégett szabadkai színház pótlására készült új színházterem megnyitására mondott az Országos Színészegyesület megbízásából emlékezetes felavató beszédet. 1921-ben egy ideig Almássy Endrével együtt jelmezkölcsönző intézete is volt. 20 évig tagja volt az Országos Színészegyesület tanácsának és főleg a nyugdíjintézet kiépítése körül szerzett érdemeket, melyeket az Országos Színészegyesület tanácsa azzal is elismert, hogy arcképét a tanácsterem részére megfestette. 1921. november 20-án a Fővárosi Operettszínház helyettes igazgatója, 1922. december 23-án pedig igazgatója lett. Ebben a pozíciójában érte a Budapesten 1925. április 26-án hirtelen bekövetkezett halála, melyet érelmeszesedés okozott.
Temetésén Roboz Imre, Halmay Tibor, Góth Sándor, Beöthy László, Harsányi Zsolt, Magyar Károly, Géczy István és Nagy Jenő búcsúztatták. Sírja felett Incze Sándor emelt díszes síremléket, melynek 1928. november 1-én történt felavatásánál Góth Sándor, Stella Gyula, Herczeg Jenő és Győző Lajos mondtak emlékbeszédet. Síremlékét 2013-ban újíttatta fel a Nemzeti Örökség Intézete.
Gyermekei Tapolczai Gyula színész és Tapolczai Jolán színésznő.

## Fontosabb szerepei
- Ocskay Sándor (Herczeg F.: Ocskay brigadéros)
- Durand Albert (Durand és Durand)
- Armand (Baccarat)
- Cardilac (Államtitkár)
- Richter (Szentbernáti barátok)
- Müller Ottó (Aranykakas)
- Gerő (Tatárjárás)
- Bruck Bernát (Lengyel M.: Tájfun)
- Szolgabíró (Bródy S.: A tanítónő)
- Moulard (Őrnagy úr)
- Valentin (Kis mama)
- Vendel (Heidelbergi diákélet)
- Barát Ödön (Napoleon öcsém)
- Brunó (Farkas)
- Kapor Kálmán (Mozgó fényképek)
- Róbert (Nincs elvámolni valója)
- Tranió (Makrancos hölgy)
- Arragóniai herceg (Velencei kalmár)